# Градац на Илињачи
Градац на Илињачи представља археолошко подручје смјештено на територији насеља Горњи Которац у општини Источна Илиџа, једној од општина које чине град Источно Сарајево у Републици Српској. Археолошко налазиште чине остаци праисторијске градине, остаци бедема касноантичког утврђења и истовремене цркве. Поред остатака који се налазе на локалитету, археолошки налази везани уз овај локалитет се чувају у Земаљском музеју у Сарајеву и Музеју града Сарајева.

## Историјат
Носиоци славонске културе, данас познатије под називом Вучедолска култура, су представљали посебну етничку скупину која је почетком бронзаног доба заузела велику територију која се простирала преко модерног Срема, Славоније, Словеније до Аустрије. Дијелови модерне Босне и Херцеговине су такође спадали у оквир ове територије, заједно са градовима Источним Сарајевом и Сарајевом.
Прво насеље настало је око 1800. године прије нове ере и првенствено је служило као цивилно насеље. У вријеме IX и VIII вијека прије нове ере, током старијег жељезног доба дошло је до великог економског напретка међу Илирима, који су у том периоду чинили већинско становништво на овим просторима. Економски напредак је довео до одређених друштвених раслојавања међу илирским племенима, као и до појачаних веза са сусједним областима.

## Опис добра
Археолошко налазиште се налази на платоу површине 6000m². У периоду утврђења из касне антике, цијели плато је био опасан одбрамбеним бедемима. Камење је спајано са много малтера који је састављен од свјеже гашеног креча, ситног ријечног пијеска и мале количине туцане опеке. Тиме се постигло збијање зида и његова еластичност. Бедем је грађен са досљедно спроведеним ломовима на рубовима и кљуновима на два истакнута краја платоа који су служили као замјена за куле и обухватају јединствен простор.
Поред касноантичког утврђења и зидина из бронзаног периода, на локалитету се налазе остаци цркве, такође из касноантичког периода. Саграђена је на сјевероисточном дијелу платоа и оријентисана у правцу запад-исток. Источни дио цркве, који је саграђен на нивелисаном терену, у великој мјери је био уништен. Црква, има нартекс, наос са апсидом и јужну просторију.

## Истраживачки рад
Локалитет је истраживан у периоду од 1927. и 1928. од стране Владимира Скарића, но подаци о овоме добру су оскудни и говоре о историји локалитета у генералним цртама. Поред камених оруђа, при овом археолошком налазишту су пронађени и бројни остаци илирске културе из њеног праисторијског периода, предмети из римског периода те неколицина комада старословенске керамике. Поред наведених предмета, при локалитету су пронађени комади славонске керамике, украшени идентичним дуборезним мотивима и бијелом инкрустацијом као и много већи број предмета пронађених у пећини Хрустовачи код Санског Моста и Градини код Алихоџа.
Осим остатака керамике, на овом локалитету нису пронађени предмети другачије намјене, попут накита, оружја или оруђа нити темељи стамбених објеката што се објашњава непогодном природом самог терена.

## Степен заштите
Комисија за очување националних споменика је 2004. године донијела одлуку да се ово археолошко подручје прогласи националним спомеником.